# 海斯羅珀學院
倫敦大學哲學及神學學院（英語：Heythrop College, University of London），或譯海斯羅珀學院，是倫敦大學位於倫敦肯辛頓的哲學和神學學院。提供哲學及神學相關學科的學士與碩、博士學位。哲學及神學專科學院學生總人數大約500人，哲學系全英排行第二，神學系全英排行第四，是牛津大學和劍橋大學以外唯一有單對單輔導學員的學院。

## 历史

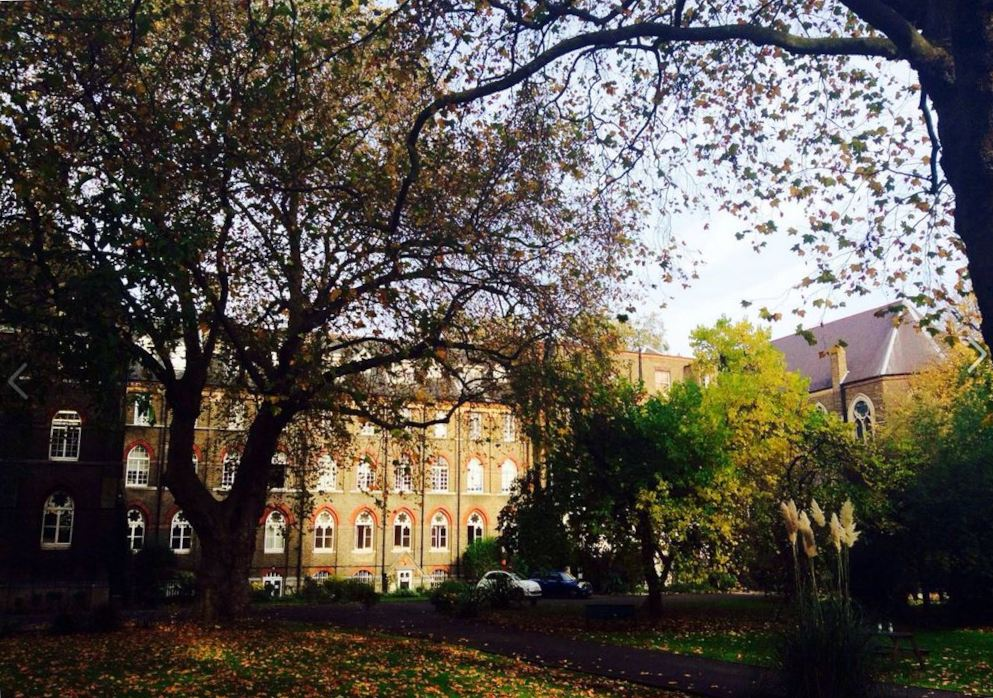
学院的花园

學院由耶穌會於1614年在比利時鲁汶成立，1624年搬至列日，法國大革命期間搬到英國。它於1971年加入倫敦大學，是世界上第一所提供神學，宗教研究和倫理本科和研究生學位課程的大學，特別集中在亞伯拉罕諸教。學院雖然作為倫敦大學一所專科學院，但學校仍由天主教耶穌會出資贊助。其在倫敦的第一處校址是在卡文迪什广场（英語：Cavendish Square），學院在1993年遷到了現在面積更大的校園。學院將於2014年慶祝其成立400週年紀念。學院有兩處主要的圖書館，全英國最齊全哲學藏書的獨立圖書館和專為神學而設的圖書館。學生與其他倫敦大學各學院學生享有同樣的學術資源分享權利，包括使用理事會大廈及倫敦大學各學院的圖書館。
2019年1月31日，倫敦大學哲學及神學專科學院永久關閉，在關閉前四年已停止本科收生，未完成學業的研究生則轉入倫敦大學學院。

## 知名校友
- 陳謳明主教，香港聖公會西九龍教區主教
- 查尔斯·卡罗尔，美國政治家，美國參議員，美國獨立宣言簽署人
- 若望·卡羅爾總主教，首位美國羅馬天主教主教和總主教
- 傑拉爾德·曼利·霍普金斯，在二十世紀最負盛名的英國維多利亞時代詩人